# Compagnie du tramway de Paris à Saint-Germain
La ligne 58 est une ancienne ligne de l'ancien tramway de Paris qui reliait la place de l'Étoile à Paris à la place du château à Saint-Germain-en-Laye (Yvelines). Cette ligne longue de 18,65 kilomètres a été exploitée de 1890 à 1935 avant d'être remplacée par un service d'autobus (actuelles lignes 258 et 259 du réseau de bus RATP).

## Histoire

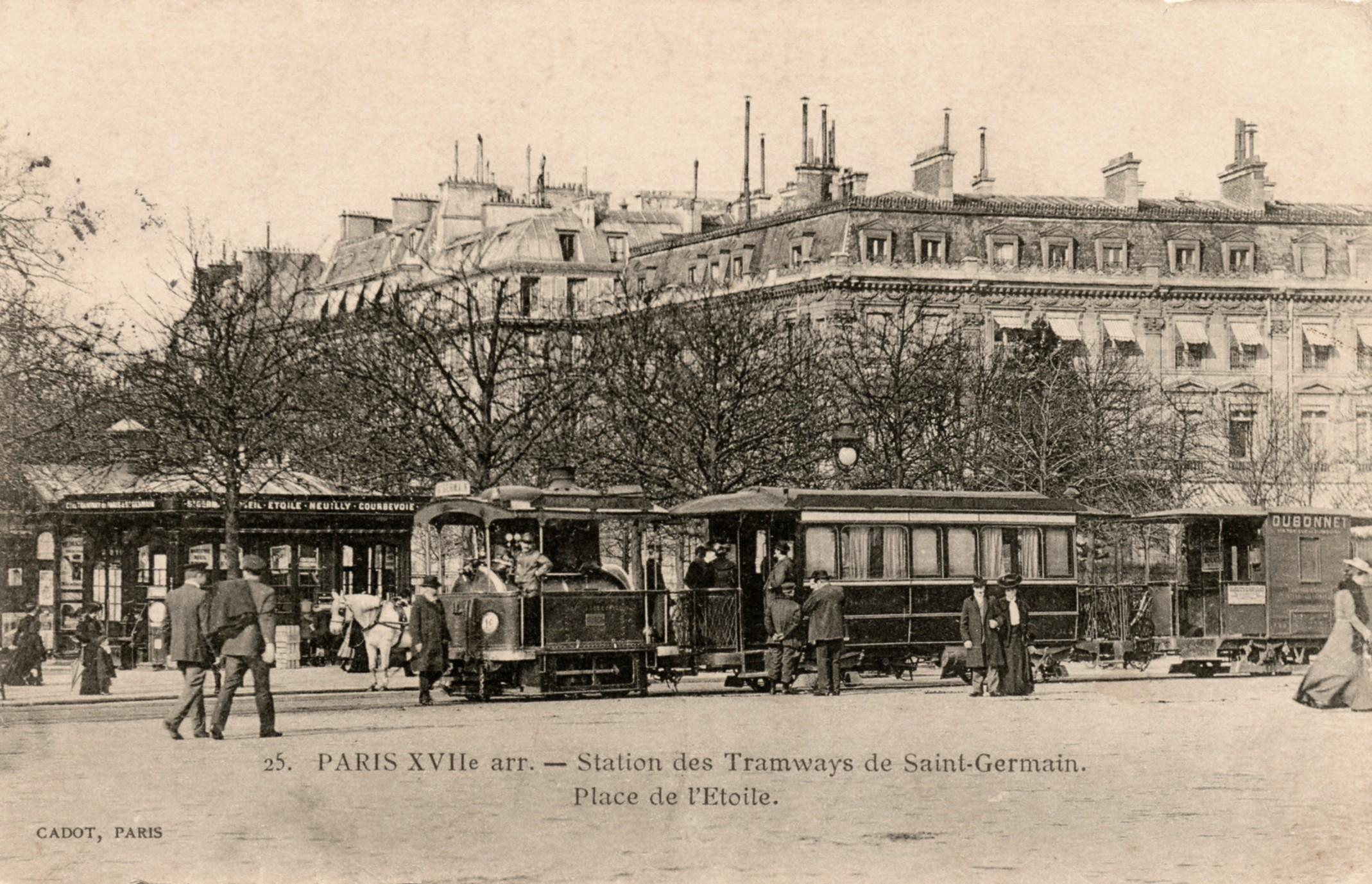
Locomotive Francq sur la place de l'Étoile, à Paris.

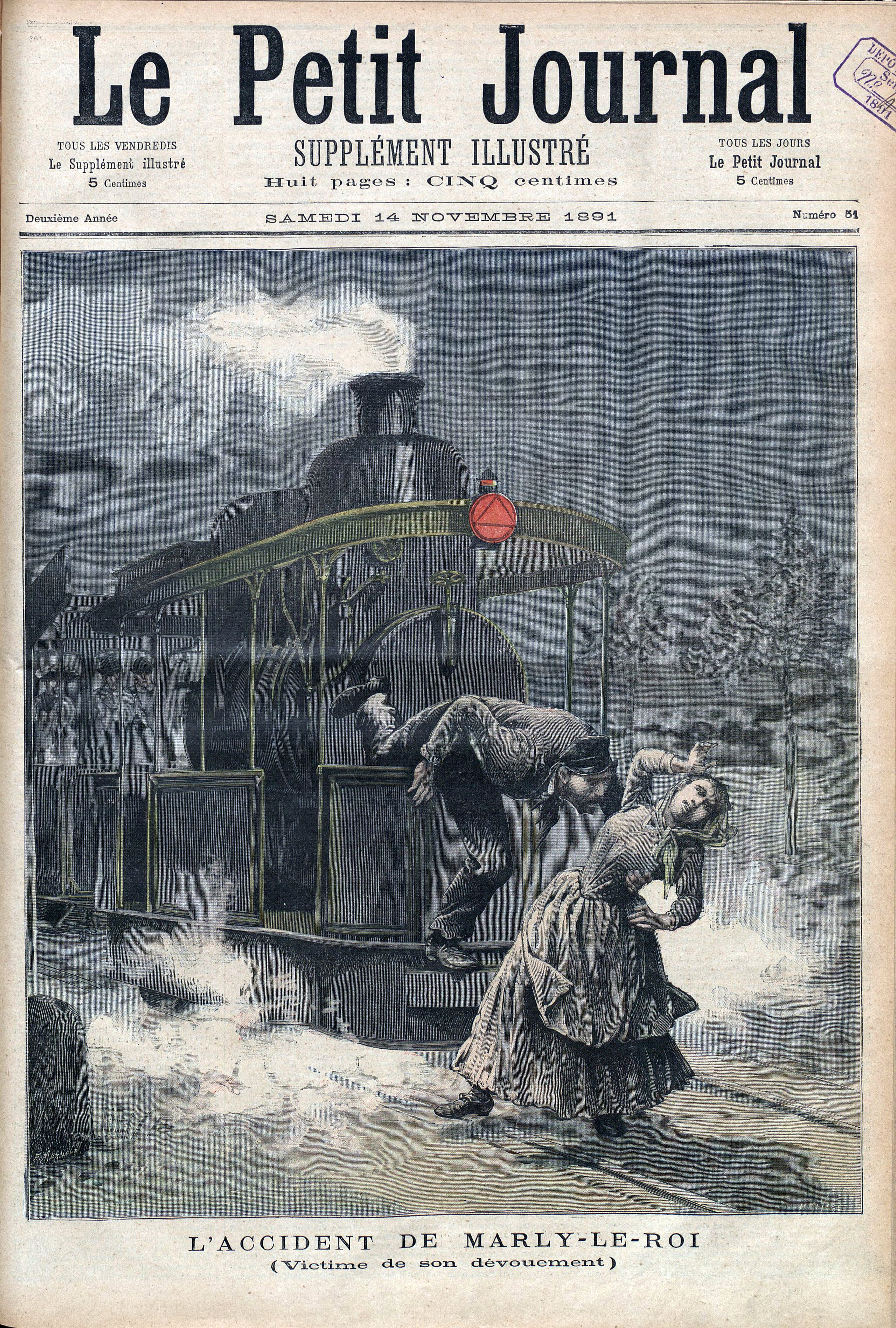
Locomotive Francq impliquée dans un accident en 1891.

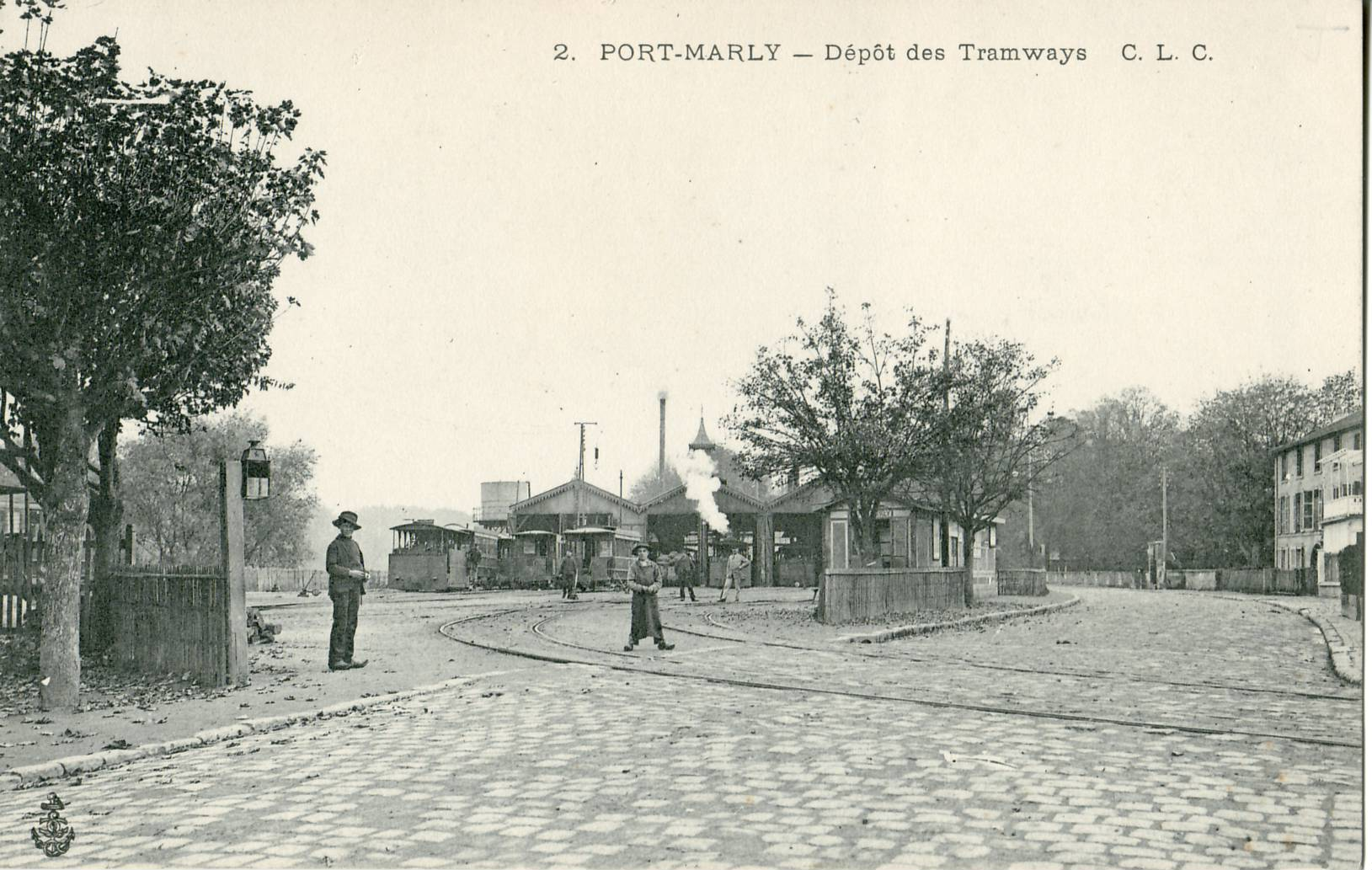
Le dépôt de Port-Marly.

Une première concession de tramway à traction hippomobile a été accordée par décret du 15 juillet 1854 à M. de Mazenod, afin de relier au chemin de fer de Paris à Saint-Germain les localités de Bougival, La Malmaison et Marly.
Cette ligne ne fut pas réalisée, et la concession fut rétrocédée par décret du 16 juin 1874 à M. Eugène Tarbé des Sablons (1846-1876), homme d'affaires et journaliste, qui réalisa la ligne.

### Société anonyme du Tramway à vapeur de Rueil à Marly-le-Roi (TVRMR)
Eugène Tarbé des Sablons créa la Société anonyme du tramway à vapeur de Rueil à Marly-le-Roi (TVRMR) pour exploiter la concession. Après son décès, l'entreprise est reprise par son frère Edmond (1838-1900), associé à Léon Francq.
La ligne, à voie normale, longue de 9 km, débutait en contrebas de la gare de Rueil-Malmaison, et était réalisée pour sa quasi-totalité en accotement de voies publiques, sauf entre la gare de Rueil et l'entrée du bourg.
La voie était établie en rails à patin, initialement en fer de 20 kg/m, rapidement remplacés par un rail en acier de même poids et de même profil. Les rampes ne dépassaient pas 30 ‰ entre Rueil et Port-Marly, mais atteignaient 60 ‰ entre Port-Marly et Marly-le-Roi, ce qui est très important.
La ligne comprenait quatorze arrêts. Les gares sont dotées de voies d'évitement et d'une salle d'attente. Les stations sont implantées sur la voie unique où les voyageurs ne disposent pas d'un bâtiment de protection.
La compagnie commença son exploitation avec quatre locomotives à vapeur, dont deux à chaudière verticale fournies par le constructeur belge  Tilkin-Mention.
Celles-ci ne donnant pas satisfaction, le concessionnaire accepta en 1878 les propositions de Léon Francq préconisant l'usage de ses locomotives sans foyer.

### Compagnie du tramway à vapeur de Paris à Saint-Germain (PSG)
Cette compagnie est créée en 1889. Elle reprend les actifs de la Compagnie du tramway à vapeur de Rueil à Marly-le-Roi, fondée en 1878.
Elle établit deux prolongements : 
- Courbevoie - Rueil ;
- Port-Marly - Saint-Germain-en-Laye.

Ces deux sections sont concédées par décret du 13 juin 1889, au sieur Tarbé des Sablons.
La ligne est inaugurée le 15 mai 1890.
Elle a son origine place de l'Étoile à Paris et dessert Neuilly, Courbevoie, Nanterre, Rueil, La Malmaison, Bougival. Il existe deux embranchements de Rueil-Ville à Rueil-Gare et de Port-Marly à Marly-le-Roi.
À partir de Courbevoie, l'accès à Paris était possible en empruntant la ligne Étoile - Courbevoie ouverte par la Compagnie des tramways nord de Paris et exploitée alors par la Compagnie des tramways de Paris et du département de la Seine.
La voie, d'une largeur de 1,44 m, constituée par des rails du type Vignole, est établie sur les accotements de l'ancienne route nationale 13.

### Compagnie des tramways mécaniques des environs de Paris (TMEP)
La compagnie des Tramways mécaniques des environs de Paris  (TMEP) reprend l'exploitation du PSG en 1902.
Elle ouvre en 1904 un prolongement :
- Rueil-Gare - Le Vésinet - Le Pecq (6,7km), mis en service le 1er mars 1904[6].

L'exploitation se fait à l'aide de locomotives à vapeur.

### Compagnie des tramways de Paris et du département de la Seine (TPDS)

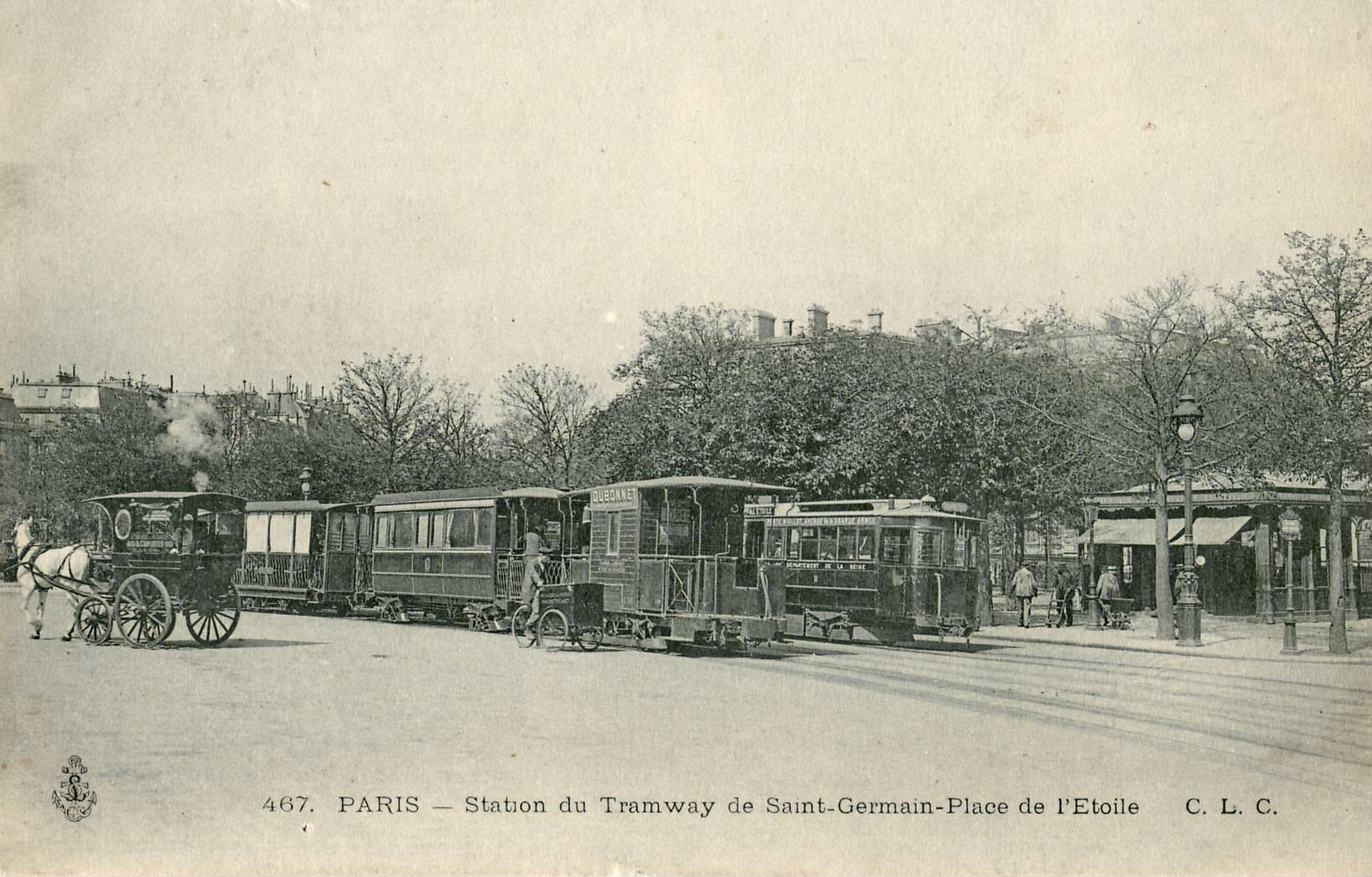
Le terminus de la ligne à l'époque des TPDS, place de l'Étoile (actuelle place Charles-de-Gaulle).

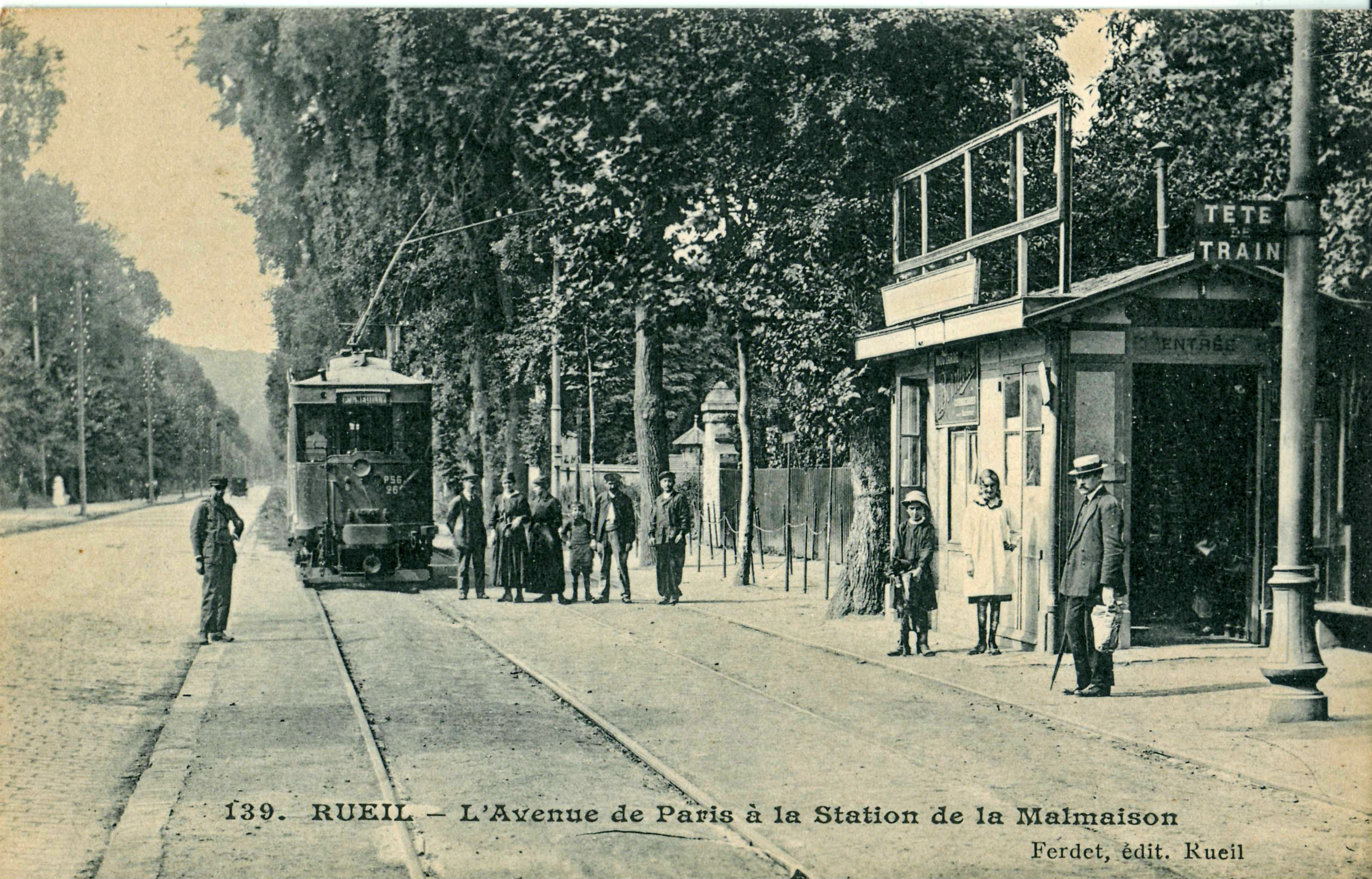
La station de la Malmaison au temps des TPDS.

La compagnie TPDS absorbe en 1910 les TMEP et reprend l'exploitation du PSG. La ligne est électrifiée en 1911, l'embranchement du Pecq en 1912 et la section du Pecq à Saint Germain en 1914.

### Société des transports en commun de la région parisienne (STCRP)
En 1921, la  STCRP absorbe l'ensemble des compagnies de tramways du département de la Seine, en grandes difficultés, et reprend l'exploitation du PSG.
Les lignes prennent alors les numéros suivants :
- 58, Porte Maillot - Saint Germain en Laye ;
- 59, Port-Marly à Marly-Le-Roi ;
- 60, Rueil - Le Pecq.

La STCRP modernise alors l'exploitation, en rénovant la voie et le matériel roulant. Malgré cela, le tramway disparait le 21 janvier 1935 sur la ligne 58. Les deux autres lignes ont été fermées en 1928.

## Infrastructure

### Le terminus de Saint-Germain
Le terminus de Saint-Germain-en-Laye est à l'origine établi sur l'actuelle place du Général-de-Gaulle sur le côté sud de l'église. Il comprend deux voies se terminant en impasse pour permettre aux locomotives leur remise en tête des convois. Ce terminus est vers 1915 ou ultérieurement désaffecté et un nouveau terminus est établi sur le côté est de l'actuelle place André-Malraux. Le terminus du tramway de Saint-Germain à Poissy est établi à l'origine à proximité de l'autre côté de l'église mais il semble avoir été modifié en même temps que celui de la ligne Paris - Saint-Germain.

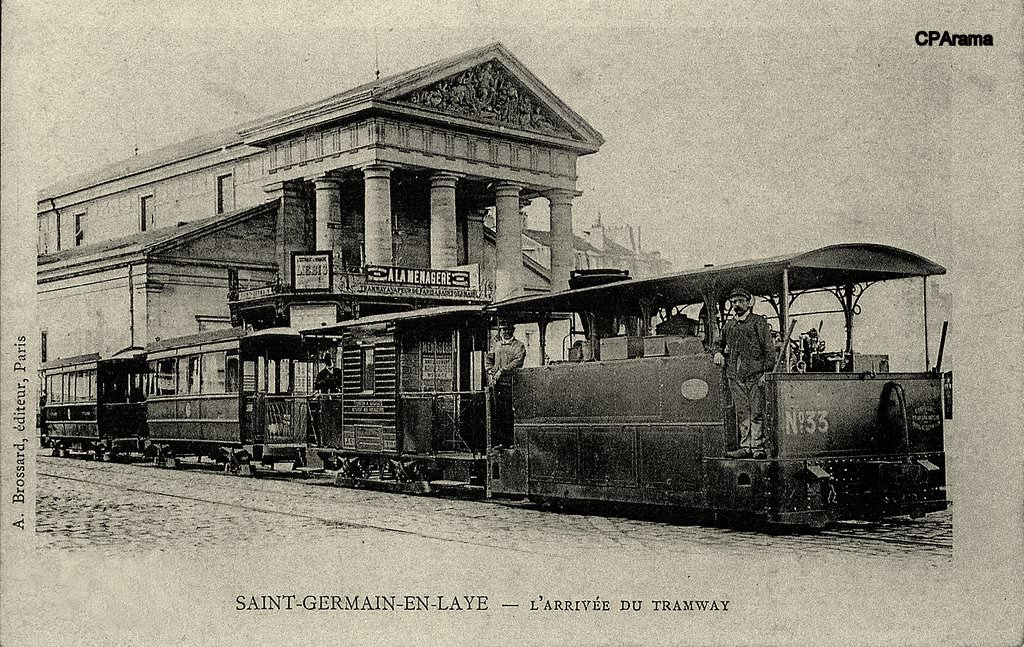
Convoi vapeur au premier terminus.
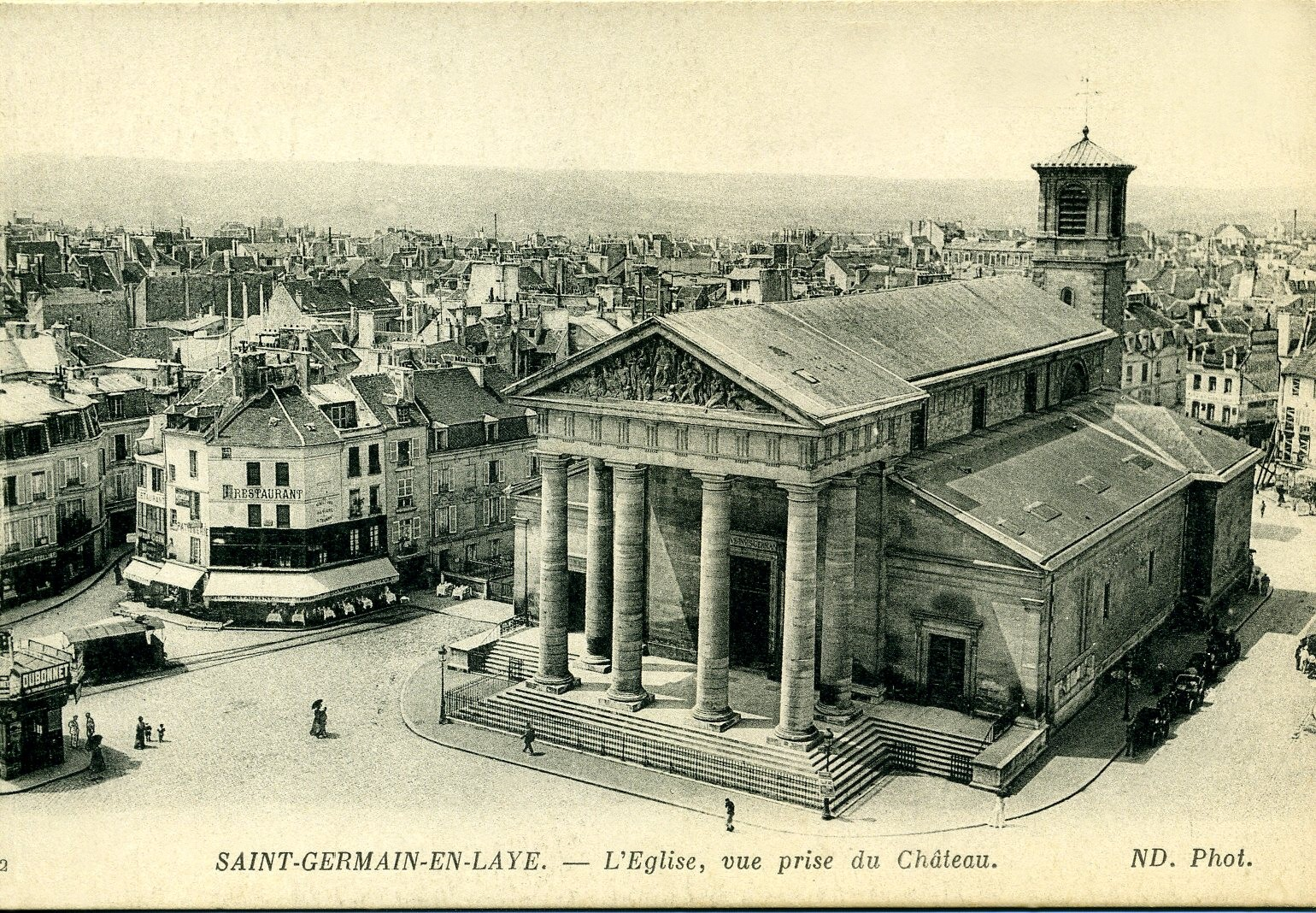
Détail de la voie unique en bout de voie.

## Matériel roulant

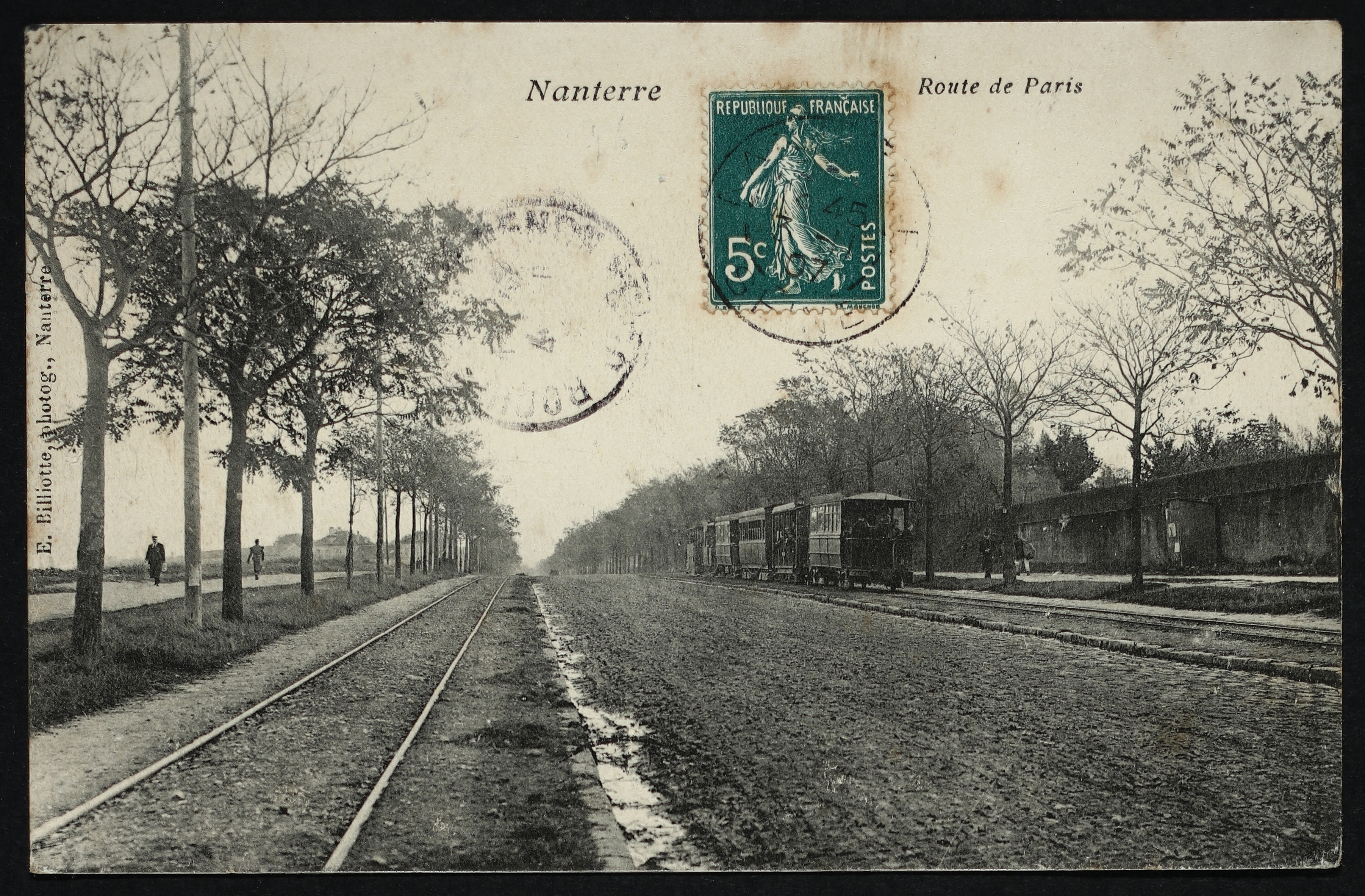
Un convoi à Nanterre, sur la route de Paris.

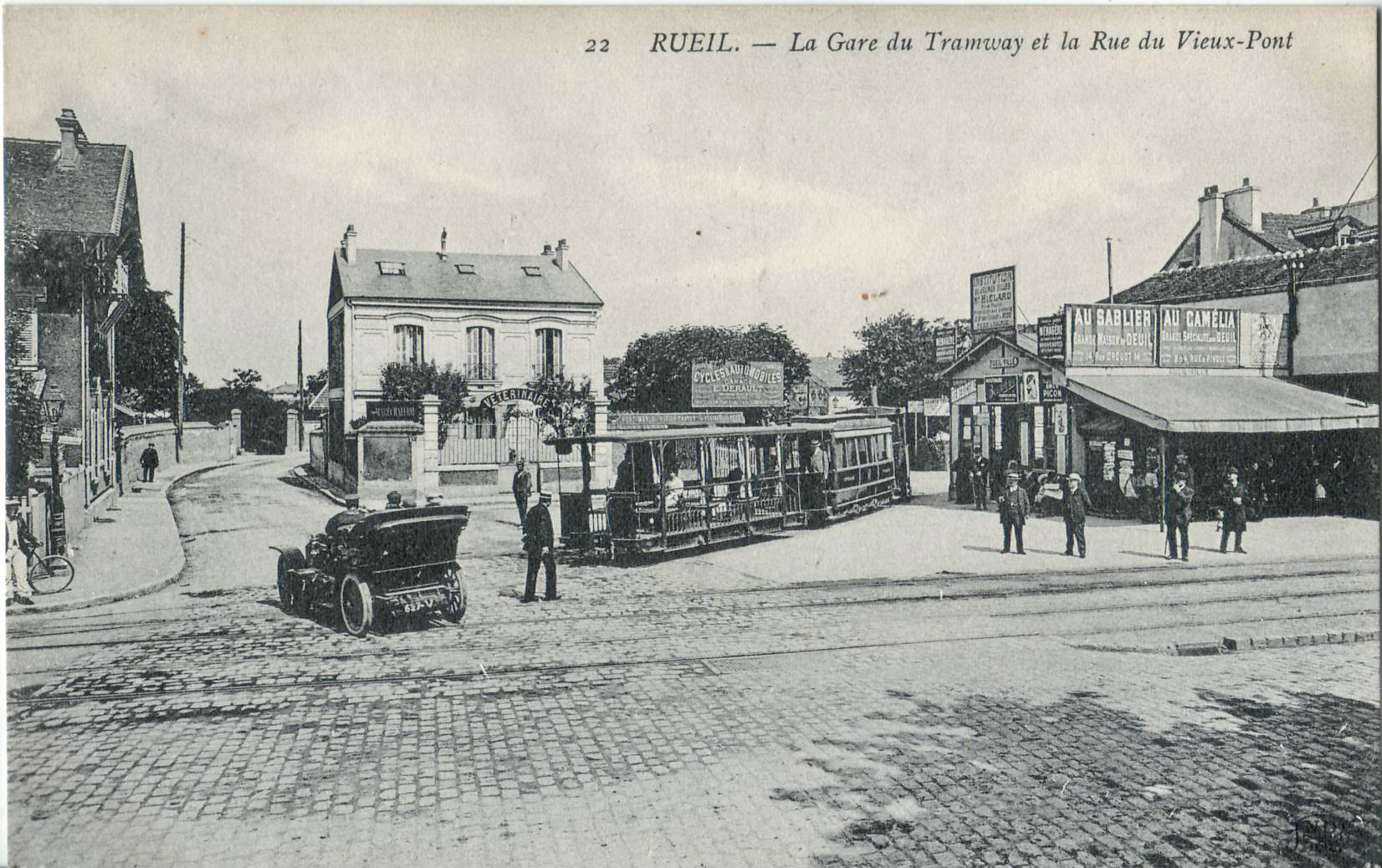
Matériel remorqué du PSG dans les années 1910 : baladeuse ouverte et remorque fermée à la gare de Rueil-Ville.

Les locomotives « sans foyer » et « à eau surchauffée » conçues par l’ingénieur Léon Francq, avaient l’avantage de ne  produire ni fumée ni escarbilles. Elles sont remplacées à partir d'août 1891 par des locomotives à vapeur classiques, sur la section de Courbevoie à Saint-Germain. Leur manque de puissance ne leur permettait pas de gravir facilement la rampe de Saint-Germain-en-Laye.
Certaines des locomotives Francq furent utilisées ensuite sur la ligne de Poissy à Saint-Germain jusqu’en 1911.

### Locomotives sans foyer, système Lamm et Francq
- no 1  de type 020T, livrée en 1877, par Cail, de type Francq 1, (prototype) ;
- no 2 à 5 de type 020T, livrées en 1876, par Cail, de type Francq 1bis, poids à vide 8,7 t ;
- no 6 de type 020T, livrée en 1886, de type Francq 2, poids à vide 9,8 t ;
- no 7 à 15 de type 020T, livrées en 1890 par  Fives-Lille, de type Francq 3, poids à vide 15,6 t.

### Locomotives à vapeur

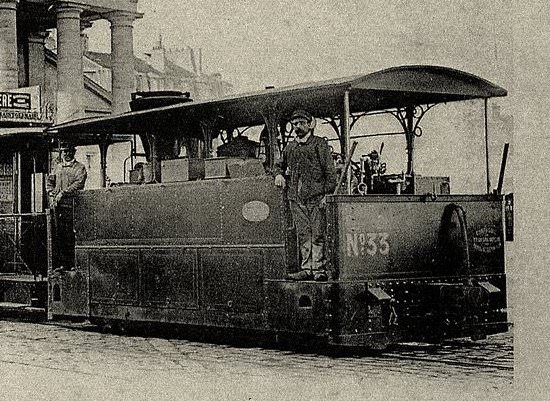
Locomotive n°33 (série 27-37) au terminus de Saint-Germain.

- no 16 à 17 de type 020T, livrées en 1876 par Corpet, (n° constructeur : 228 à 229), poids à vide 8 t, affectées à l'embranchement du Pecq ;
- no 21 à 26 de type 030T, livrées en 1891 par Blanc-Misseron, (n° constructeur : 819 à 829), poids à vide 19,7 t ;
- no 27 à 37 de type 030T, livrées en 1892 par Blanc-Misseron, (n° constructeur : 857 à 866), poids à vide 19,7 t ;
- no 3,5 à 8[10] de type 020T, construites par SLM Winterthur, acquises en 1903 auprès de la CGTE.

### Voitures voyageurs
- - no AB 5 à 23, à essieux radiaux, fermées, livrées en 1890 ;
  - no Bx 38 à 41, à essieux, fermées, livrées en 1878, ex impériales Reuil-Marly ;
  - no B 51 à 58, à essieux radiaux, ouvertes, livrées en 1890 ;
  - no B 59 à 65, à bogies, dites voitures "bar" livrées en 1898 ;
  - no B 81 à 90, à essieux, baladeuses ouvertes, livrées en 1890.
- Fourgons à bagages :
  - no D 103 à 109, à essieux.

## Galerie de photographies

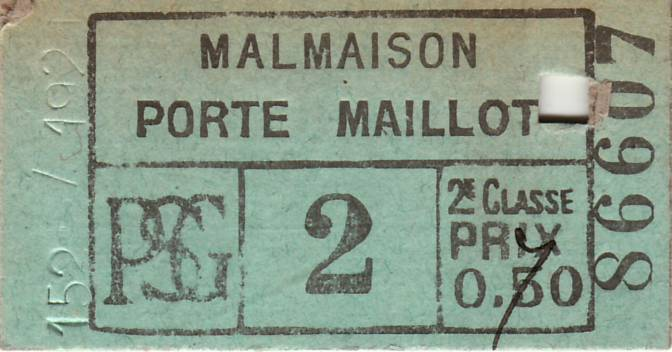
Billet du PSG de 1921.
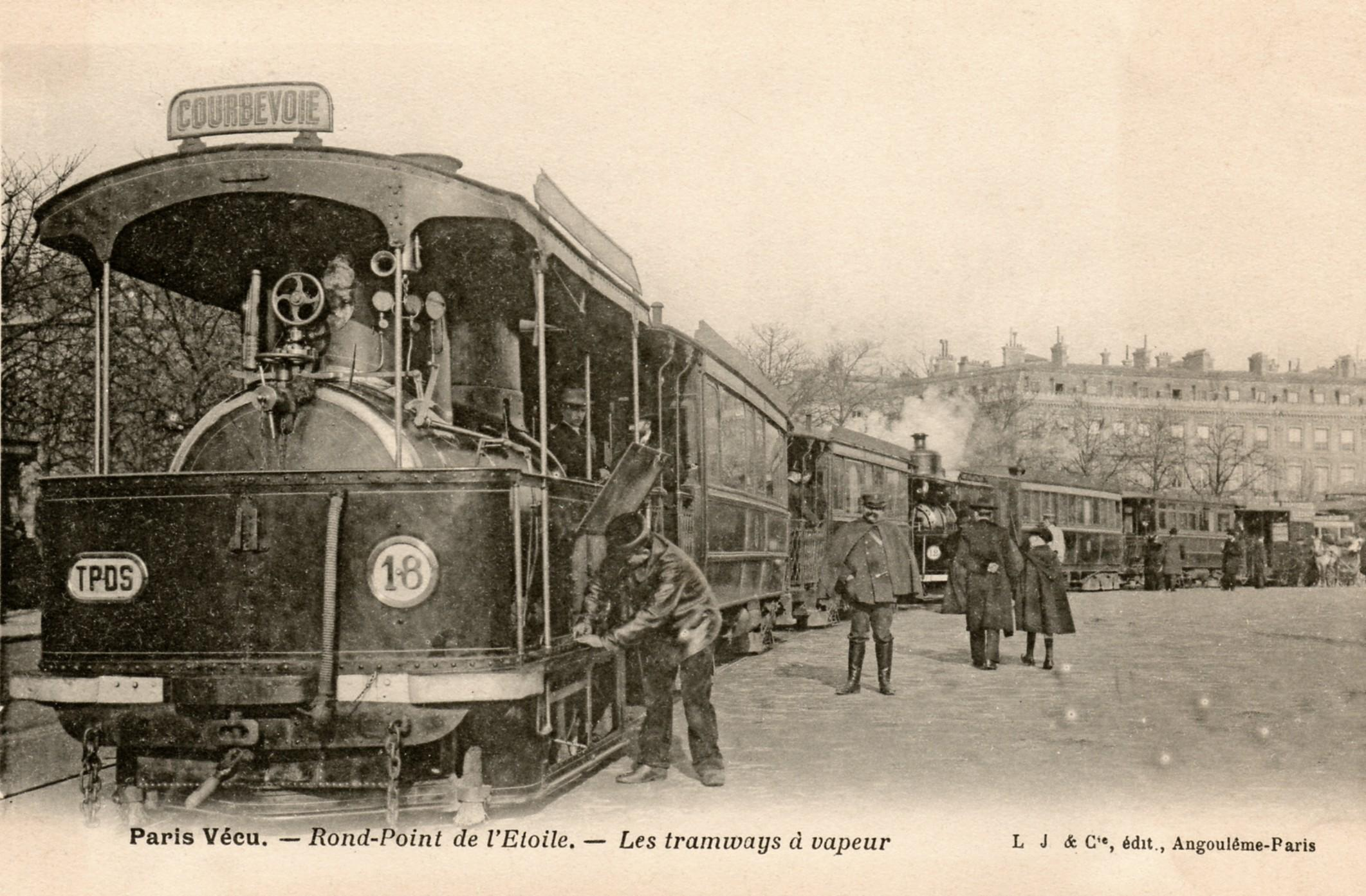
Locomotive Francq utilisée sur la ligne du rond-point de l'Étoile à Saint-Germain puis de l’Étoile à Courbevoie.
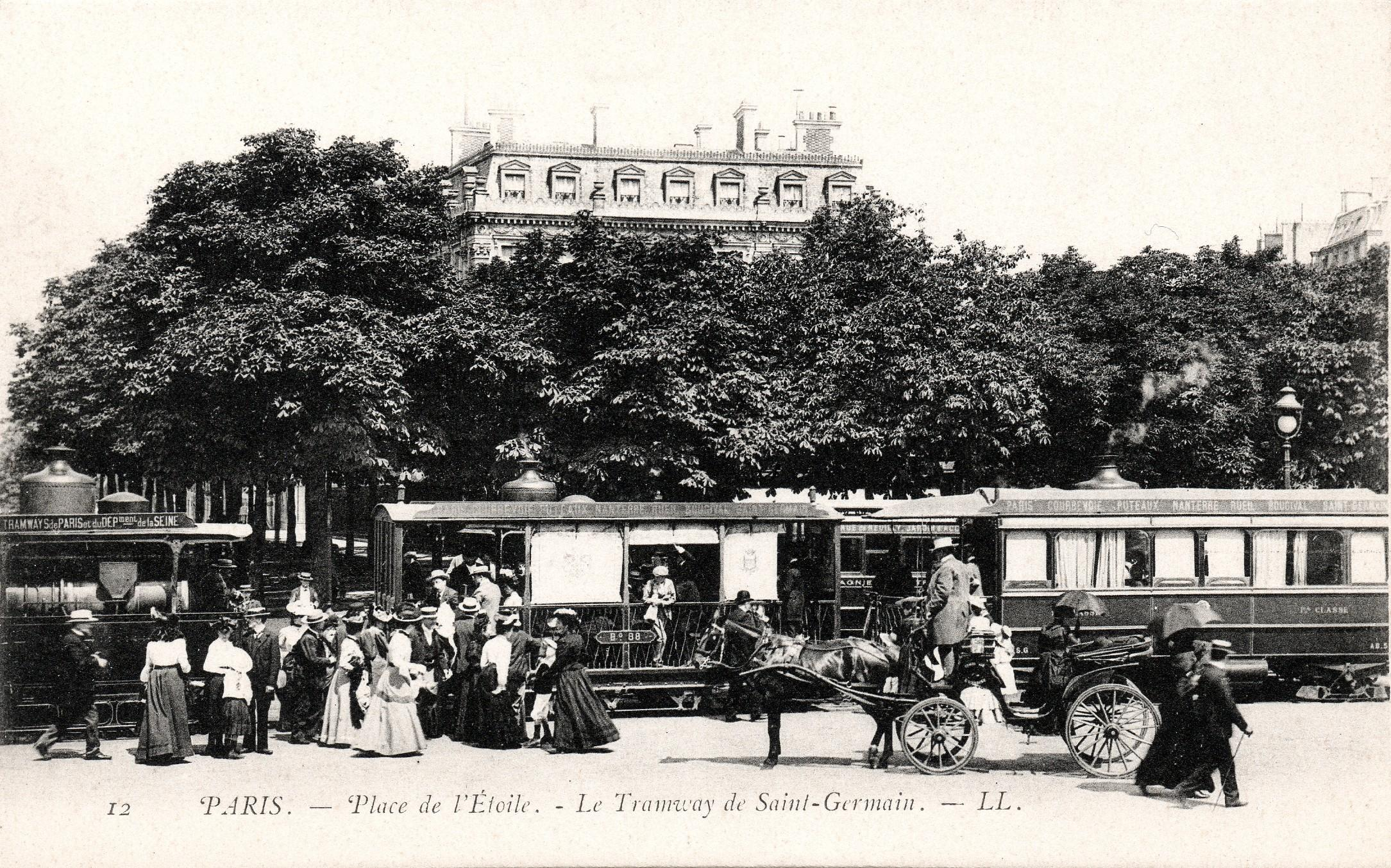
Le tramway Paris Saint-Germain, place de l’Étoile en 1900, locomotive Francq, Cie des TPDS.
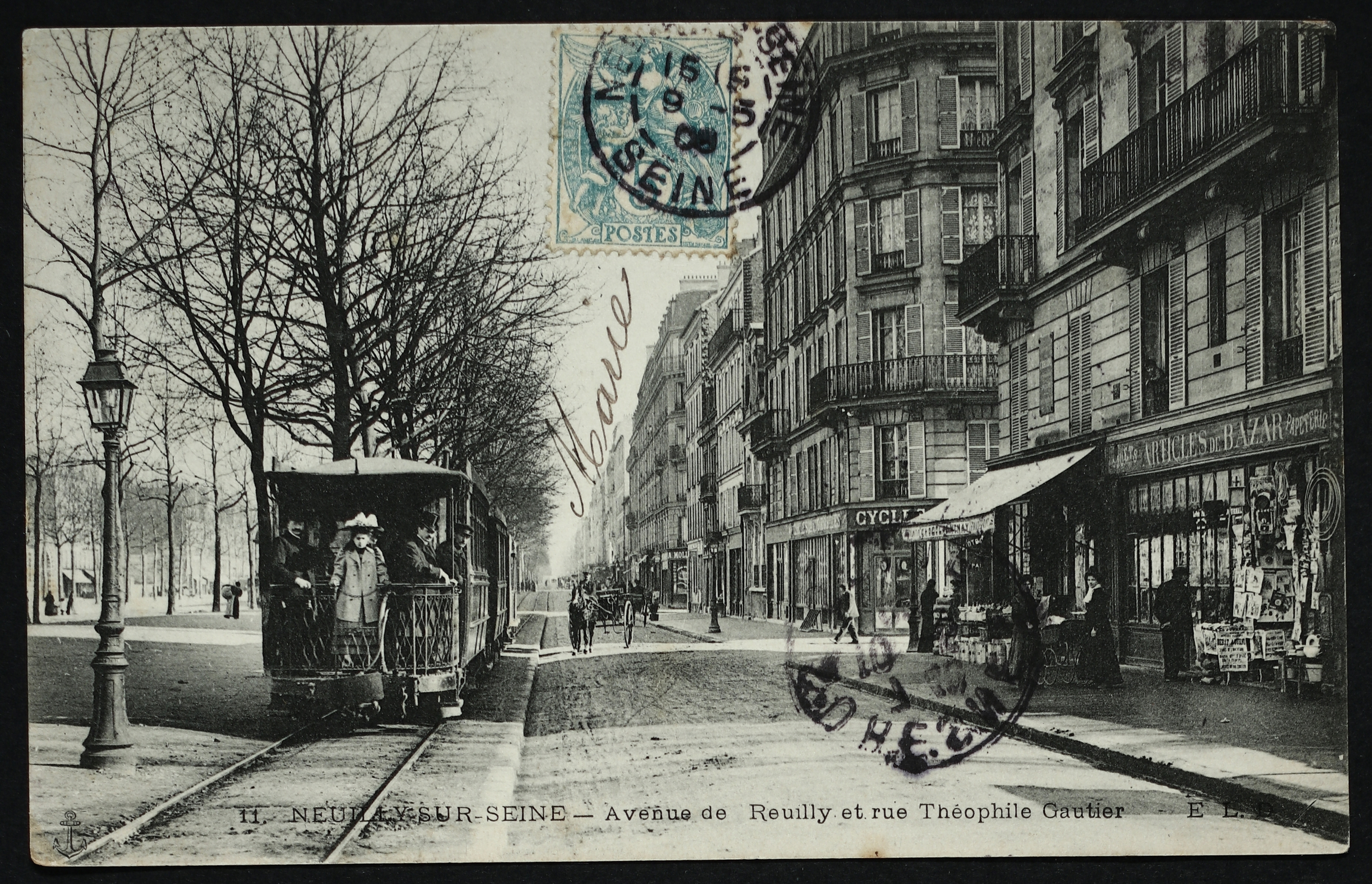
Un convoi sur l'avenue de Neuilly.
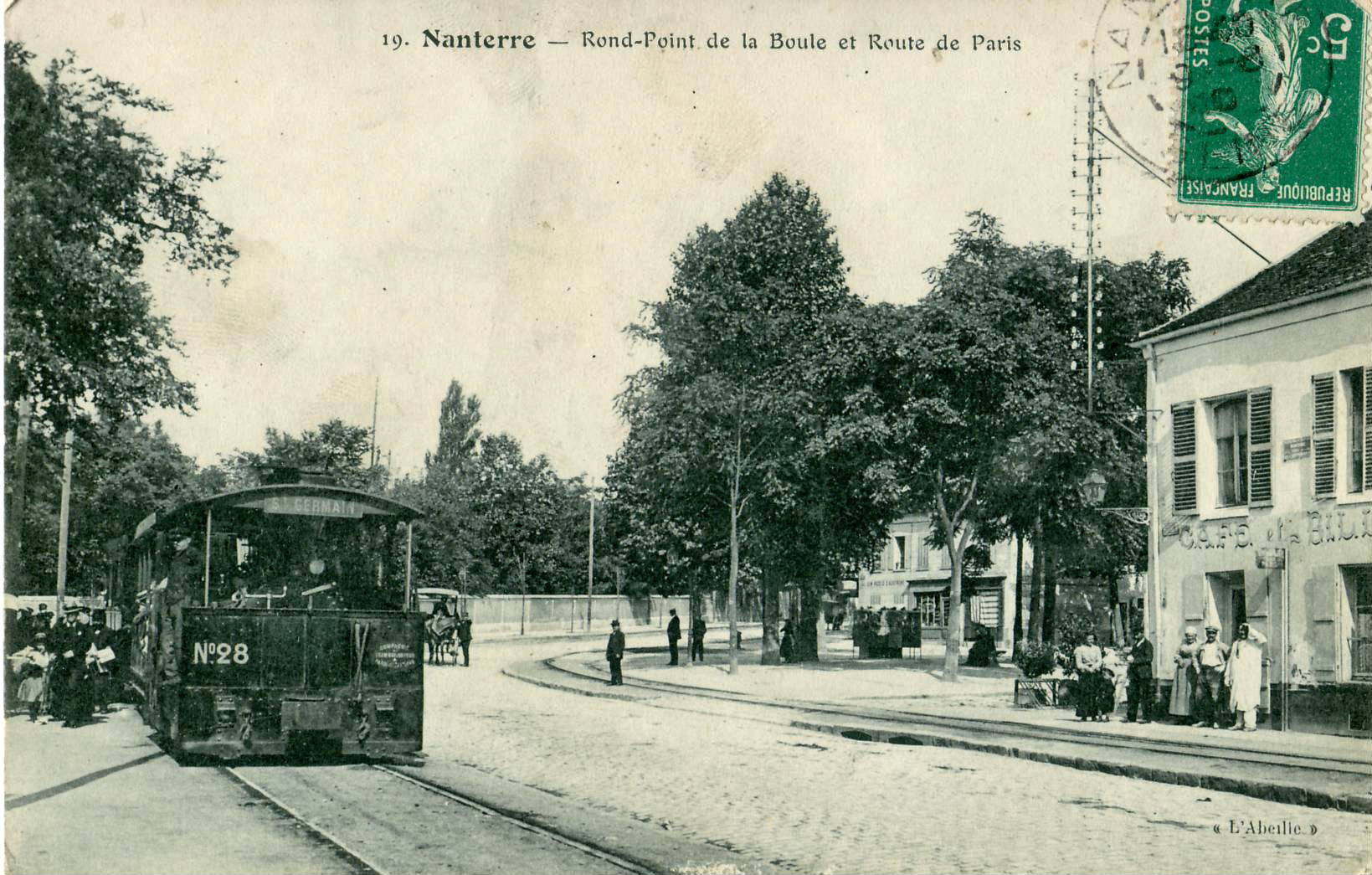
Le tramway à Nanterre, en direction de Saint-Germain-en-Laye, tracté par une locomotive à vapeur Blanc-Misseron « bicabine ».